# 神田伯山
神田 伯山（かんだ はくざん）は、講釈師の名跡。当代は六代目。三代目が特に有名。初代は神田派の祖である。
- 二代目神田伯山 - 後：初代神田松鯉
- 四代目神田伯山 - その後二代目神田松鯉に追贈された。
- 六代目神田伯山 - 当代

## 初代
生年不詳 - 1873年10月4日。本名：斎藤 定吉（さいとう さだきち）。神田派の祖。
武州川崎の生まれ、神田伯龍の門下。大岡政談が有名、そのためか「天一坊伯山」と呼ばれる。他にも「宮本武蔵」「大坂軍記」などを読んだ。普段は常に帯刀し高座の刀架けに脇差をのせてから話し始めたといわれる。その刀は靖国神社遊就館に献納されている。明治に入り引退した。盗賊に暗殺され不慮の死を遂げる。享年不明。
墓所は神奈川県川崎市大徳寺。

## 2代目
1843年9月 - 1921年4月27日。本名：玉川 金次郎（たまがわ きんじろう）。

### 経歴
飯田町九段中坂下の生まれ。15歳で初代神田伯山に入門し伯勇、小伯山を経て、28歳の1870年に2代目伯山を襲名。「水滸伝」などを得意とした。
1904年、名跡を譲り隠居名「初代神田松鯉」に改名した。松鯉というのは「神田祭」に掛けた洒落。1913年浅草金車亭で講釈師、落語家を集め高座生活57周年記念の祝賀演芸会を開催。
幕末から明治を描いた大河ドラマ『青天を衝け』（2021年）においては、六代目が二代目の役として出演している。

### 弟子
- 神田伯一
- 福井南洋
- 神田伯嶺
- 神田鯉昇
- 神田鯉喬
- 神田龍生
- 神田龍馬
- 神田伯国
- 神田伯三
- 神田伯史
- 神田西山
- 神田湖山
- 神田秋山
- 神田朝山
- 神田伯鱗 (2代目)
- 神田豊山
- 神田琥珀
- 神田伯洲
- 神田伯水
- 神田伯龍 (4代目)
- 神田伯治 (2代目)
- 神田松鯉 (2代目)
- 神田伯山 (3代目)

## 3代目
三代目 神田 伯山（1872年8月23日（明治5年7月20日） - 1932年1月30日）は、講談師。本名：岸田 福松。東京生まれ。紋は「三ツ鐶」。
三尺もの（侠客もの）を得意とし、特中でも「清水次郎長伝」を最大の売り物とした。そのため三代目は「次郎長伯山」との異名がある。彼が出演する寄席では大入りの満員となった。反面、その周辺（八丁）の寄席は皆、客を取られてしまうので「八丁荒し」の異名を取るほどの人気を誇った。
清水次郎長物の講談は、元々血生臭い話であった。三代目自身は、講釈師松廼家京伝（伊東潮魚）から伝えられている。しかし3代目は、ストーリーそのものを変えた。天田愚庵の「東海遊侠伝」を参照する等して、義理人情を盛り込み、愛されるキャラクターの次郎長像を創作して独自の型として完成させたのである。「名も高き富士の山本」という演題とした。
浪曲師二代目広沢虎造フシ付けの「清水次郎長伝」は、この伯山が演じた型をベースにしている。

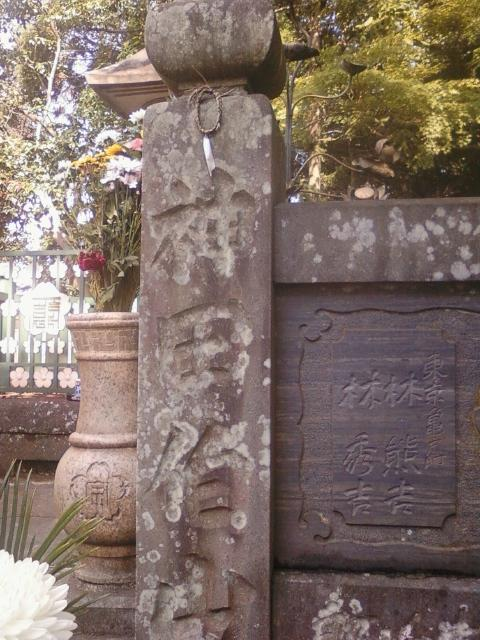
3代目神田伯山の寄進による玉垣。宗吾霊堂（宗吾親子の墓）にて。

- 1872年7月、東京京橋の花屋に生まれる。幼少期に初代松林伯圓の高座「中山大納言」「鼠小僧」を聴き講釈師に憧れる。
- 1883年、2代目神田伯山に入門し神田松山。
- 1895年、神田小伯山と改名し、真打昇進。
- 1904年、師から名を生前贈与され神田伯山を襲名（3代目）。
- 1907年5月、東京本所東両国の福本にて「名も高き富士の山本」初演。
- 1911年、5か月連続で中央新聞に速記を掲載し好評を得る。
- 1922年（大正11年）4月25日、市村座で独演会、演目は清水次郎長 (講談)（～26日）。講談師の劇場初出演[1]。
- 1922年（大正11年）9月22日、本郷座で「清水次郎長」（～9月24日）[2]
- 1932年1月30日、胃潰瘍のため死去。墓所は港区済海寺。

### 芸歴
- 1883年 - 二代目神田伯山に入門、「松山」を名乗る。
- 1895年 - 真打昇進、「小伯山」と改名。
- 1904年 - 「三代目神田伯山」を襲名。

### 弟子
- 初代神田山陽
- 初代神田ろ山
- 三代目神田伯治
- 五代目神田伯龍

## 5代目
五代目 神田 伯山（1898年4月28日 - 1976年11月4日）。本名：岡田 秀章。

### 経歴
1898年4月、東京本郷に生まれる。
1918年、二代目桃川若燕に入門し、「桃川若秀」を名乗る。三代目小金井芦州門下へ移り、「小金井桜洲」と改名。後に三代目神田伯山門下へ移り、「神田五山」を名乗る。　　
1932年、三代目伯山と死別し、五代目神田伯龍門下に移る。
1949年、五代目伯龍と死別。通夜に丹前姿で現れ、驚いた山田春雄から「他の人でさえ通夜には紋付（の正装）で来るのに、弟子のお前がどてら姿で通夜に参列とは何事か！」と怒られる。神田派から離脱。
1949年、「三代目桃川如燕」を襲名するも、後にかつての弟弟子三代目桃川若燕と絶縁し、「神田五山」をもう一度名乗る。
1957年、「神田伯山」を襲名。「五代目」を自称。四代目は神田派宗家二代目神田松鯉に敬意を表し、わざと空位にしたはずだったが、二代目松鯉から契約不履行を主張され、仲違いした。この名跡の四代目を空けた事実を取り消し、自らを四代目として名乗る。1974年、勲四等叙勲の受賞を辞退。
1976年11月4日、死去。五代目の逝去後、「神田伯山」の名跡は前座まで在籍した元直弟子であった神田昇龍が預かっていたが、後に六代目を襲名する神田松之丞が師匠の伝手でその元直弟子との接触に成功し、名跡を授かることができた。